# Museo de Historia Natural del Bosque Petrificado de Lesbos
El Museo de Historia Natural del Bosque Petrificado de Lesbos es un museo geológico del pueblo de Sigri, en la isla de Lesbos (Grecia). Creado el 1994, es un centro por el estudio, administración, y preservación del bosque petrificado de Lesbos y para difundir el lugar. Es uno de los miembros fundadores de la Red de Geoparques y es miembro de la Red Global de Geoparques de la UNESCO.

## Exhibiciones
El museo cuenta con dos salas de exposición permanente:
- Sala del Bosque Petrificado. La primera sección de la exposición comienza con la aparición de los primeros organismos celulares individuales del planeta hace 3.500 millones de años y sigue a través de la vida vegetal desarrollada y la creación del Bosque Petrificado.
- Sala de la Evolución del Egeo. En la segunda sala, se presenta la historia geológica de 20 millones de años de la cuenca del Egeo, destacando fenómenos geológicos y procesos que ayudaron a crear el Bosque Petrificado.

### Exhibiciones temporales
- El bosque bajo la carretera, sobre los hallazgos durante la construcción de la nueva carretera entre las localidades de Kaloní y Sigri, del 23 de enero al 29 de mayo de 2016.[3]

## Reconocimientos
- 2001. Premio a la Gestión Eurosite por la promoción y gestión del Bosque Petrificado[4]